# Weiner Mühle
Die Weiner Mühle liegt in der Nähe der Ortschaft Weine im Stadtgebiet von Büren im Kreis Paderborn, Nordrhein-Westfalen. Die Mühle liegt  am Fluss Alme.

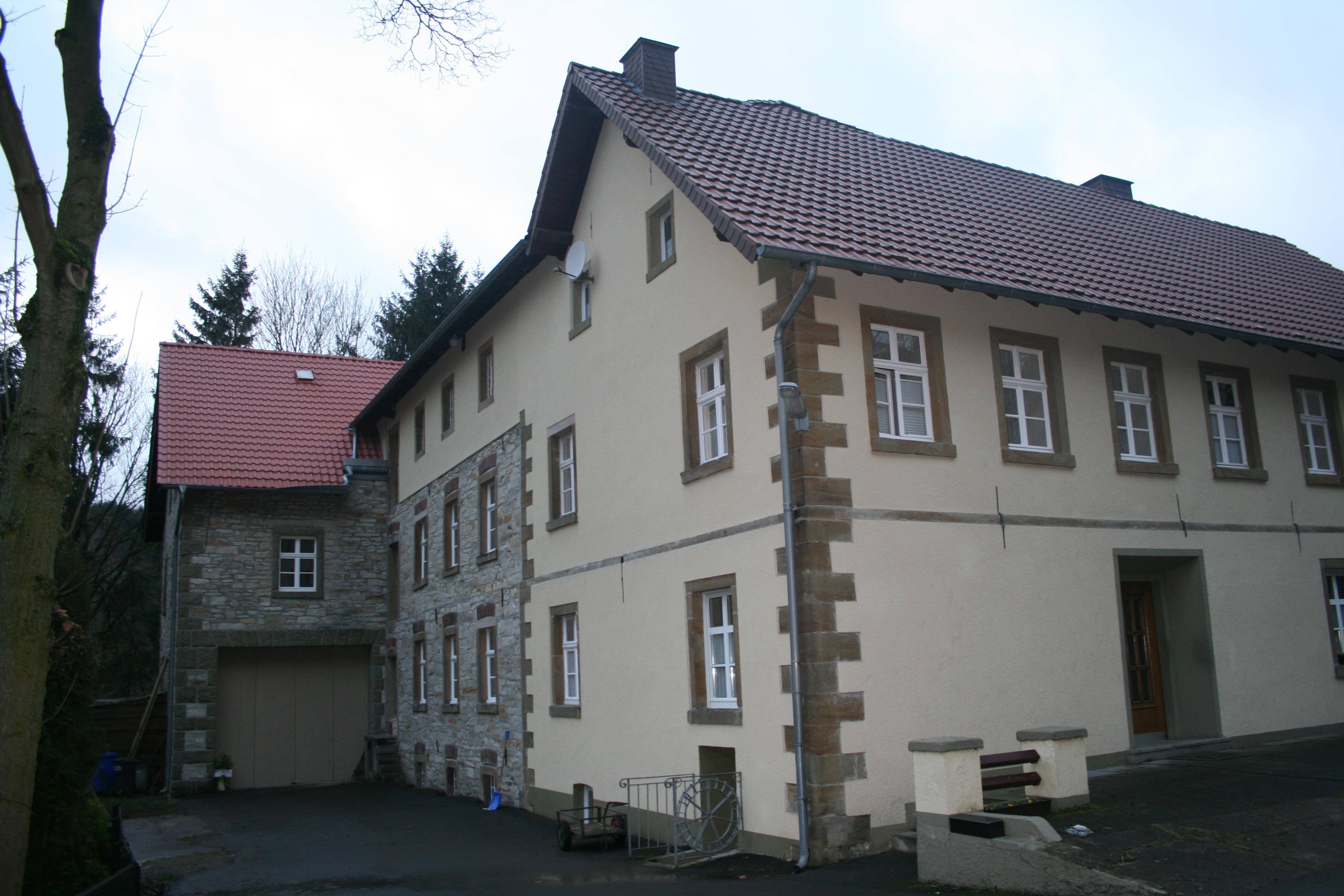
Weiner Mühle

## Geschichte
Die Mühle wurde im Jahr 1276 erstmals urkundlich erwähnt. Im Jahre 1861 entstand das erste Gebäude der heutigen bestehenden Mühle. Das Gebäude wurde in den Jahren immer wieder erweitert. Im Jahr 1911 wurde der alte Mühlstein durch moderne Mühlwalzen abgelöst. 1921 wurde das Mühlrad durch eine Turbine ersetzt. Bis in das Jahr 1552 hatte die Mühle eigene Betriebspferde, die das Mahlgut abholten und das gemahlene Getreide auslieferten. Der Betrieb der Mühle ist inzwischen eingestellt worden.